# Nem vagyok én senkinek sem adósa
A Nem vagyok én senkinek sem adósa a 17. századból való friss csárdás. A kállai kettős záró dala. Az önfeledt mulatozásról szól. A pénz nem számít: amíg a feleség szülei és nagyszülei élnek, nem kell adósságtól félni.
A dal szerepelt Szigligeti Ede: Nagyapó (bemutató: Nemzeti Színház, 1851., zeneszerző Doppler Ferenc) és Vacot Imre: Huszárcsíny (Nemzeti Színház, 1855., zeneszerző Böhm Gusztáv) című népszínművében.
Bartók Béla lejegyezte a dalt 1910-ben Nagymegyeren.
A dalban az ipam az apósom, a napam az anyósom szó tájnyelvi változata.
Feldolgozás: 
| Szerző          | Mire                       | Mű                                  | Előadás |
| --------------- | -------------------------- | ----------------------------------- | ------- |
| Kodály Zoltán   | vegyeskar, zenekar         | Kállai kettős, 4. dal               | [ 2 ]   |
| Máriássy István | zongora vagy ének és gitár | Elindultam szép hazámból, 54. kotta |         |

## Kotta és dallam
| Nem vagyok én senkinek sem adósa, adósa, él még az én feleségem édesapja, édesanyja, meg annak az apósa, anyósa. Eb fél, kutya fél, míg az ipam, napam él, Eb fél, kutya fél, míg az ipam, napam él. | Szép vagyok én, csak a szemem fekete, fekete, nem vagyok én az erdőbe remete, remete. Eb fél, kutya fél,… |
| Még azt mondja ez a kislány, vegyem el, vegyem el, meg se kérdi, hogy majd mivel tartom el, tartom el. Eb fél, kutya fél,…                                                                           | Eltartom hétköznap búzakenyérrel, vasárnap, ha más nem jut, hát veréssel. Eb fél, kutya fél,…             |

## Felvételek
- Ének (youtube)
- Szalonna és bandája (youtube)